# Aspidiophorus mediterraneus
Aspidiophorus mediterraneus är en djurart som tillhör fylumet bukhårsdjur, och som beskrevs av Adolf Remane 1927. Aspidiophorus mediterraneus ingår i släktet Aspidiophorus och familjen Chaetonotidae. Inga underarter finns listade i Catalogue of Life.